# Simacauda virescens
Simacauda virescens is een vlinder uit de familie van de witvlekmotten (Incurvariidae). De wetenschappelijke naam van de soort is voor het eerst geldig gepubliceerd in 1981 door Nielsen & Davis.